# Radechivský rajón
Radechivský rajón (ukrajinsky Радехівський район) byl rajón ve Lvovské oblasti na Ukrajině. Hlavním městem byl Radechiv a rajón měl přibližně 47 tisíc obyvatel. 

## Sídla v rajónu
- Lopatyn
- Radechiv